# Convention du Conseil de l’Europe contre le trafic d’organes humains
La Convention du Conseil de l’Europe contre le trafic d’organes humains est un traité multilatéral du Conseil de l'Europe, qui contraint les états signataires de prévenir et d'ériger en infraction pénale le prélèvement illicite d’organes humains de donneurs vivants ou décédés, y compris lorsqu’il a été réalisé sans le consentement libre, éclairé et spécifique du donneur ou sans autorisation dans le droit interne de prélever un donneur décédé et lorsque le donneur vivant ou une tierce personne a obtenu un profit ou un avantage du prélèvement.
Elle prévoit des mesures de protection et d'indemnisation des victimes et veille à ce qu’elles soient informées de leurs droits et qu’elles soient assistées dans leur rétablissement physique, psychologique et social.
Elle exige également que des mesures de prévention destinées à garantir la transparence, un accès équitable aux services de transplantation et de faciliter la coopération aux niveaux national et international.

## Adoption, signature et ratification

### Processus général
La convention a été adoptée par le Comité des Ministres du Conseil de l'Europe, le 9 juillet 2014. Elle a été conclue et signée le 25 mars 2015, à Saint-Jacques-de-Compostelle, en Espagne. 
Depuis fin 2014, la convention s'est ouverte à la signature et à la ratification des États membres du Conseil de l'Europe, de l'Union européenne et des états non-membres ayant le statut d’observateur auprès du Conseil de l’Europe. Depuis, elle a été signée par 25 États membres du Conseil de l'Europe ainsi que par le Costa Rica et le Chili, et a été ratifiée par quatorze États membres et le Costa Rica.
La convention est entrée en vigueur le 1er mars 2018.
| Signataire  | Signature  | Ratification | Entrée en vigueur |
| ----------- | ---------- | ------------ | ----------------- |
| Albanie     | 25/03/2015 | 06/06/2016   | 01/03/2018        |
| Arménie     | 24/01/2018 |              |                   |
| Autriche    | 25/03/2015 |              |                   |
| Azerbaïdjan | 30/10/2023 |              |                   |
| Belgique    | 25/03/2015 | 22/02/2022   | 01/09/2022        |
| Chili       | 27/11/2024 |              |                   |
| Costa Rica  | 16/04/2018 | 24/11/2021   | 01/03/2022        |
| Croatie     | 29/11/2018 | 16/05/2019   | 01/09/2019        |
| Espagne     | 25/03/2015 | 15/12/2020   | 01/04/2021        |
| France      | 25/11/2019 | 18/01/2023   | 01/05/2023        |
| Grèce       | 25/03/2015 |              |                   |
| Irlande     | 08/10/2015 |              |                   |
| Italie      | 25/03/2015 |              |                   |
| Lettonie    | 30/03/2017 | 09/07/2019   | 01/11/2019        |
| Luxembourg  | 25/03/2015 |              |                   |
| Moldavie    | 25/03/2015 | 21/06/2017   | 01/03/2018        |
| Malte       | 07/11/2017 | 07/11/2017   | 01/03/2018        |
| Monténégro  | 16/02/2018 | 05/02/2019   | 01/06/2019        |
| Norvège     | 25/03/2015 | 12/09/2017   | 01/03/2018        |
| Pologne     | 25/03/2015 |              |                   |
| Portugal    | 25/03/2015 | 08/11/2018   | 01/03/2019        |
| Tchéquie    | 25/03/2015 | 21/09/2017   | 01/03/2018        |
| Royaume-Uni | 25/03/2015 |              |                   |
| Russie      | 24/09/2015 |              |                   |
| Slovénie    | 06/12/2018 | 03/05/2022   | 01/09/2022        |
| Suisse      | 10/11/2016 | 21/10/2020   | 01/02/2021        |
| Turquie     | 25/03/2015 |              |                   |
| Ukraine     | 11/09/2017 |              |                   |